# شموليتس

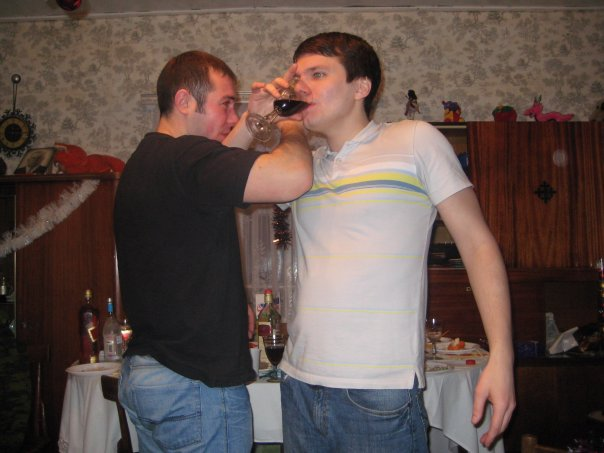

شموليتس (بالفرنسية "faire schmolitz") كلمة فرنسية سويسرية تعني أن يقرر الاثنان الكف عن مناداة بعضهما بضمير التفخيم vous واستعمال ضمير المخاطب (القريب) tu.
schmolz بالألمانية تعني «اختلط».